# Lac de Bracciano
Le lac de Bracciano est un lac d'Italie centrale, situé dans la région du Latium. Il couvre une surface de 57 km2, avec un périmètre de 31,5 km, une profondeur de 160 mètres, une longueur de 9,3 km et une largeur de 8,7 km. À l'époque romaine, il est connu sous le nom de Lacus Sabatinus.

## Géographie et historique
À 30 km au nord-ouest de Rome, ce lac remplit la partie occidentale du volcan Sabatino.[réf. nécessaire]
Il est entouré de 12 collines, les plus boisées étant au Nord et à l'Ouest. Elles sont plantées principalement d'oliviers et de pins parasols, tandis que sur les bords du lac poussent essentiellement des roseaux et des bouleaux. Une route circumlacustre permet de faire le tour de 13 villages.[réf. nécessaire]
La réserve naturelle de Monterano couvre un territoire volcanique de 1 000 hectares, riche en grottes et tufs de forme originale. On y trouve également un site archéologique, avec les vestiges de nécropoles étrusques des VIIIe et IIIe siècles av. J.-C.[réf. nécessaire]
Le lac est alimenté par de nombreuses sources souterraines, entre autres les sources thermales de Vicarello. Ses eaux se déversent dans la mer Tyrrhénienne par le fleuve Arrone (it), qui part des environs d'Anguillara pour déboucher sur la côte dans la région de Maccarese. Le niveau d'eau de ce torrent est toutefois irrégulier et dépend des saisons.[réf. nécessaire] La distance du lac à la mer par ce fleuve est d'environ 38 km.

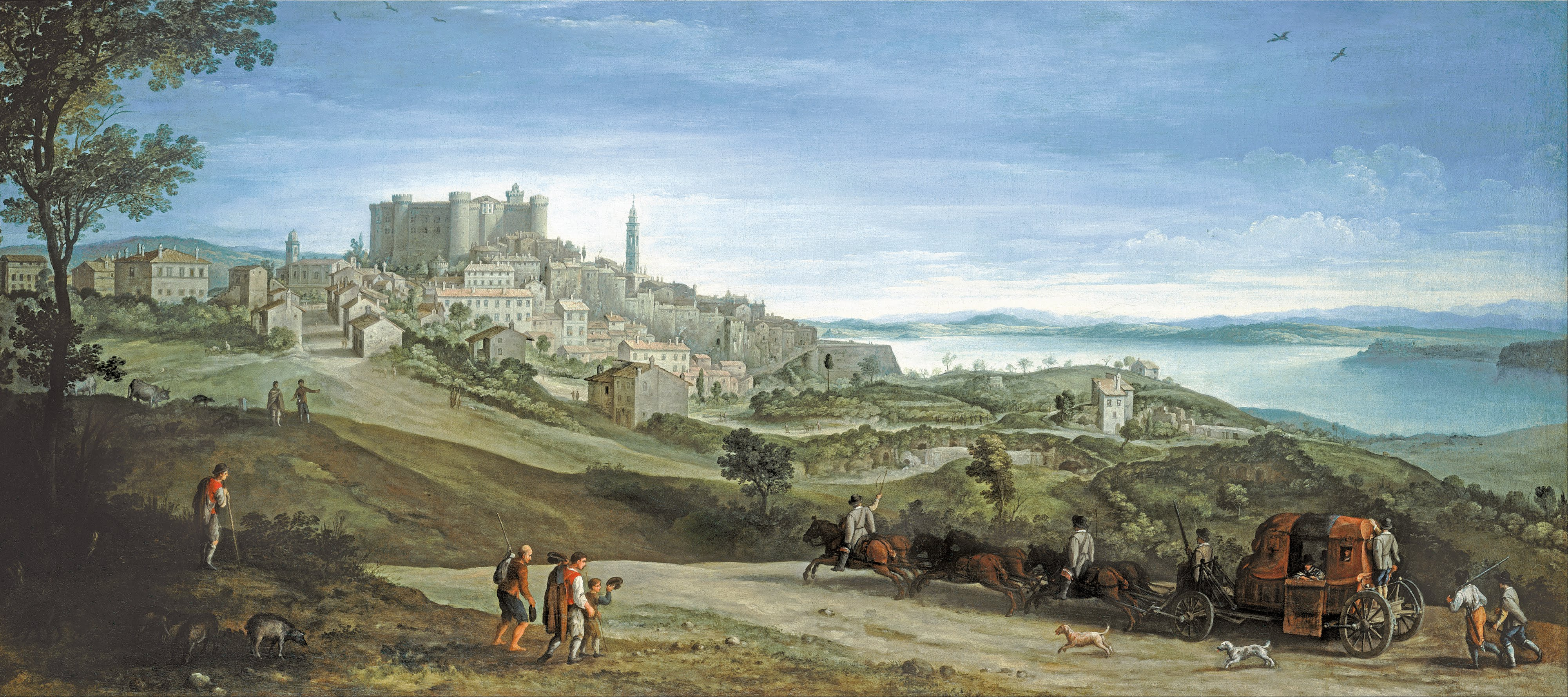
Vue de Bracciano, tableau de Paul Bril conservé à la Galerie d'art d'Australie-Méridionale

L'autre exutoire du lac est la Cité du Vatican, à laquelle il est relié par un aqueduc de 59,2 km (aqueduc de Trajan), d'origine romaine, construit par Trajan, reconstruit au XVIIe siècle par le pape Paul V qui lui a donné son nom (aqueduc Paola). L'eau aboutit à la fontaine Paolina sur le Janicule et se déverse dans le Tibre.[réf. nécessaire]
On considère que le temps nécessaire au renouvellement des eaux est de 137 ans. Le lac a cependant été nettoyé, élargi, et il reste un réservoir naturel d'une inestimable qualité.[réf. nécessaire]

### Site néolithique La Marmotta
Le site sub-aquatique de la Marmotta à quelques centaines de mètres du village Anguillara Sabazia,a livré des vestiges du plus ancien village néolithique de bord de lac connu. Ce site de plus de 7 000 ans, à environ 300 m du bord du lac, est connu depuis 1989 ; il a été fouillé de 1992 à 2006 et à plus petite échelle en 2009. 14 structures d'habitation ont été mises au jour, accompagnées d'abondant ameublement divers et en particulier de cinq embarcations dont l'avancement technique surprenant remet en question la chronologie du développement technologique de la période néolithique et celle de l'expansion des sociétés néolithiques dans tout le bassin Méditerranéen.

## Flore et faune
- Un très grand nombre de poissons dont la carpe, l'anguille, la tanche, le mulet constitue la richesse piscicole de ces eaux. On a également introduit au siècle dernier deux variétés de poissons prédateurs, la perche noire et la perche commune.

- Parmi les mammifères qui vivent aux alentours du lac, le loup serait présent. Plus certainement, on trouve le lièvre, la fouine, le sanglier et la belette.

Les oiseaux migrateurs ou sédentaires abondent : martin pêcheur, bécasse, héron cendré, poule d'eau, canards sauvages et les rapaces nocturnes.
Ainsi que les couleuvres, les serpents d'eau, les tortues.

## Liste des communes
- Bracciano (Commune principale)
- Anguillara Sabazia
- Manziana
- Trevignano Romano

## Hameaux
Vigna di Valle, Vicarello, Bagni di Vicarello, Bagni di Stigliano.

## Événements
- 1804 : à l'occasion du couronnement de Napoléon, une énorme montgolfière lancée du parvis de Notre Dame à Paris, a amerri sur le lac de Bracciano.

- 2006 : Tom Cruise a choisi le village de Bracciano pour son dernier mariage le 18 novembre 2006. Au grand dépit des habitants qui n'ont guère apprécié le service d'ordre colossal et les interdictions de circuler qui ont considérablement gêné leur vie quotidienne.

- 1er juin 2008 : un hélicoptère NH-90 TTH de l'Esercito (ALAT italienne) heurte la surface du lac accidentellement lors d'une démonstration et se disloque.

## Thermalisme
- L'usage médical des eaux thermales de la région de Bracciano et Monterano remonte à la nuit des temps. Une multitude de petits centres étaient déjà en activité à l'époque étrusque, mais c'est surtout avec les Romains que se sont développés deux grands centres de thérapie : Vicarello, connu sous le nom d’Aquae Novae et Bagni di Stigliano (Aquae Veteres).

- À Vicarello, on trouve de nombreuses traces de l'activité thermale romaine. L'empereur Domitien (81-96 apr. J.-C.) accordait une grande importance aux vertus thérapeutiques de ces eaux. Il pensait même qu'elles guérissaient les déformations des pieds et les douleurs des jambes dont il souffrait. Ces bains restèrent actifs pendant toute l’Antiquité et jusqu'au Moyen Âge, jusqu'à ce que les constructions tombent en ruine.

- En 1573, le pape Grégoire XIII fit reconstruire l'édifice thermal qui fut partiellement démoli en 1852, pour faire place à un établissement de plus grande taille.

- À l'occasion de ces travaux, on a pu extraire le trésor de Vicarello enfoui depuis des siècles. Il s'agit d'une grande quantité d'objets de culte en métaux précieux : des vases, des pièces d'or, de bronze ou d'argent, qu'on a trouvés également dans le rocher d'où surgit la source thermale. Ces objets étaient déposés là en offrande aux divinités antiques.

## Lac voisin

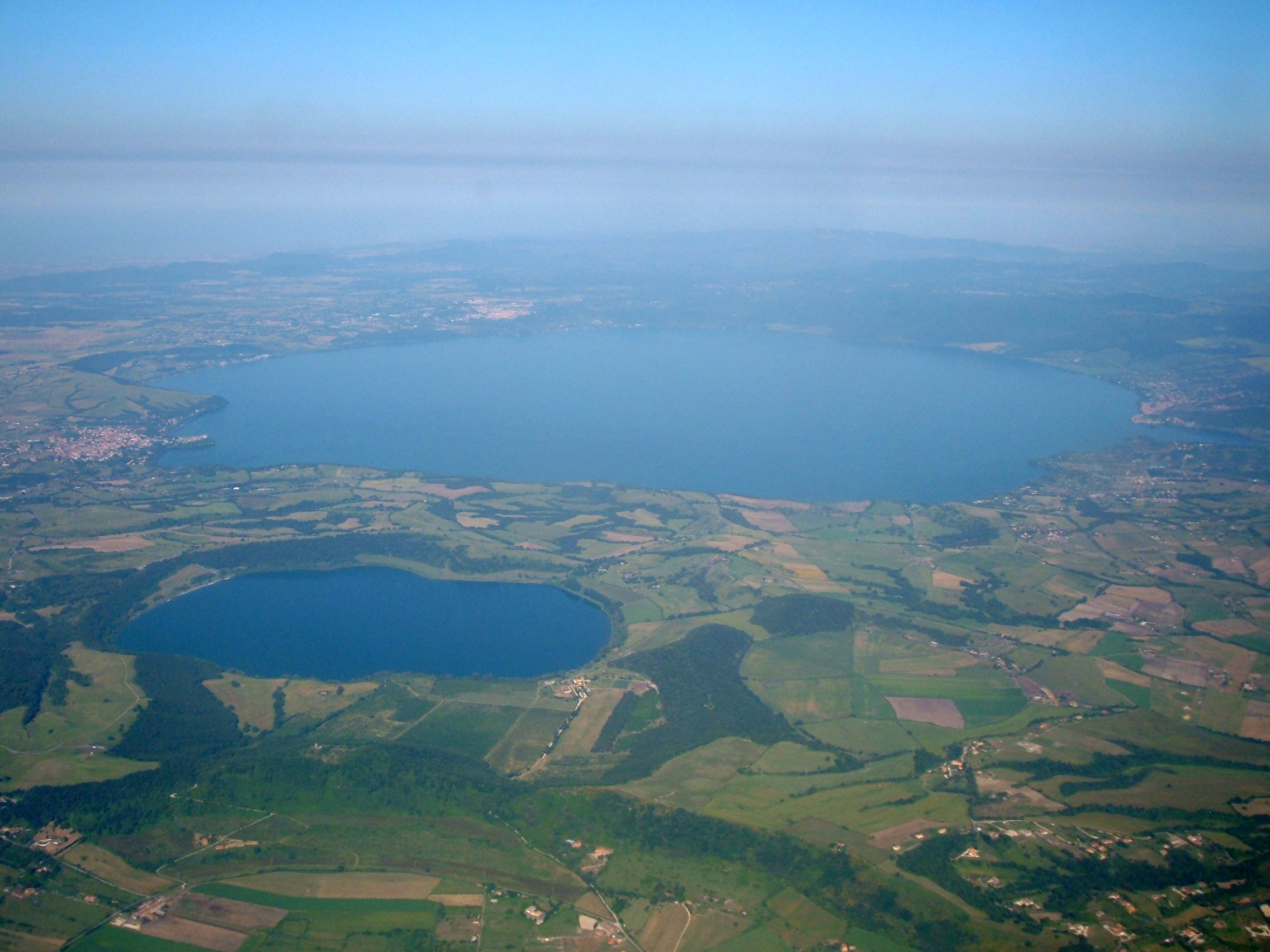
Les lacs du Latium de Martignano (à gauche) et de Bracciano (à droite).

Le lac de Martignano, près du lac de Bracciano, est de la même nature géologique, d'origine volcanique lui aussi. Il est né de la jonction de trois cratères. C'est le plus petit lac du Latium (2,44 km2). Comme il n'y a aucune route littorale, et peu d'habitations, la zone est restée naturelle, couverte principalement d'oliviers sauvages, de genévriers et d'arbousiers.
Il était connu dans l'Antiquité sous le nom d'Alseatinus. On trouve encore des traces d'un aqueduc construit par l'empereur Auguste (2 av. J.-C.) sur la rive Nord pour alimenter en eau le quartier du Trastevere à Rome : l'aqueduc Alsietina ou aqueduc d'Auguste.